# Žalgiris Kowno
Žalgiris Kowno – litewski klub koszykarski, zwycięzca Euroligi z sezonu 1998/1999.

## Historia klubu
Klub Žalgiris (Grunwald) Kowno powstał w 1944 roku z inicjatywy najlepszych kowieńskich koszykarzy. Litwini bardzo szybko zbudowali silny klub. Od momentu wcielenia Litwy do Związku Radzieckiego Žalgiris Kowno brał udział w rozgrywkach koszykarskich I ligi Związku Radzieckiego osiągając w nich znaczne sukcesy:
- Mistrzostwo ZSRR: 1947, 1951, 1985–1987
- II miejsce w mistrzostwach ZSRR: 1949, 1952, 1980, 1983–1984, 1988–1989
- III miejsce w mistrzostwach ZSRR: 1953–1956, 1973, 1978

W 1981 roku klub po raz pierwszy wziął udział w europejskich rozgrywkach (Europejski Puchar Zdobywców Pucharów) docierając w rozgrywkach do ćwierćfinałów. W 1985 r. Žalgiris dotarł do finału tych rozgrywek, gdzie przegrał z Barceloną. W 1986 roku klub sięgnął po Międzykontynentalny Puchar im. W. Jonesa (nieoficjalne mistrzostwa świata klubów koszykarskich) pokonując w finale Cibonę Zagrzeb.
Gwiazdy zespołu z tamtego czasu stały się liderami Reprezentacji ZSRR – Sabonis, Chomicius, Kurtinaitis byli członkami zespołu, który w 1986 zdobył srebro na mistrzostwach świata, a także złoto na igrzyskach olimpijskich w Seulu w 1988 roku.
Po ogłoszeniu niepodległości przez Litwę w 1990 roku Žalgiris rozpoczął grę w Lidze Litewskiej, która od 1993 roku stała się ligą zawodową.
- Mistrzostwo Litwy: 1994–1999, 2001, 2003–2005, 2007, 2008, 2011, 2012

W 1998 Žalgiris sięgnął po Puchar Europy. W następnym roku jako debiutanci koszykarze Žalgirisu wygrali Euroligę.

## Zawodnicy

### Zastrzeżone numery
| Nr | Zawodnik            | Poz. | Okres w klubie            | Data ceremonii |
| -- | ------------------- | ---- | ------------------------- | -------------- |
| 11 | Arvydas Sabonis     | C    | 1981–89, 2001–02, 2003–05 | 27.09.2014     |
| 5  | Modestas Paulauskas | SF   | 1962–1976                 | 25.03.2015     |

## Wyróżniający się gracze
Aby nazwisko zawodnika pojawiło się w tej sekcji musiał on:
Stan na zakończenie rozgrywek 2015/16.
- rozegrać co najmniej jeden sezon w klubie;
- ustanowić rekord klubu lub uzyskać indywidualną nagrodę podczas występów w klubie;
- rozegrać co najmniej jedno oficjalne spotkanie międzynarodowe dla swojej reprezentacji narodowej w dowolnym czasie;
- odnosić sukcesy podczas swojej kariery zarówno w klubie, jak i poza nim, na dalszych etapach.

Litwini
- Vytautas Kulakauskas (5 sezonów: 1944/49)
- Stepas Butautas (12 sezonów: 1944/56)
- Justinas Lagunavičius (9 sezonów: 1945/54)
- Vincas Sercevičius (7 sezonów: 1944/45,46/51 )
- Kazimieras Petkevičius (12 sezonów: 1947/54, 1958/63)
- Stanislovas Stonkus (8 sezonów: 1950/58)
- Arūnas Lauritėnas (10 sezonów: 1952/62)
- Henrikas Giedraitis (15 sezonów: 1957/72)
- Romualdas Venzbergas (13 sezonów: 1962/75)
- Modestas Paulauskas (14 sezonów: 1962/76)
- Algirdas Linkevičius (14 sezonów: 1968/82)
- Vitoldas Masalskis (13 sezonów: 1972/85)
- Sergėjus Jovaiša (17 sezonów: 1972/89)
- Valdemaras Chomičius (11 sezonów: 1978/89)
- Raimundas Čivilis (11 sezonów: 1977/88)
- Arvydas Sabonis (11 sezonów: 1981/89, 2001/02, 2003/05)
- Algirdas Brazys (13 sezonów: 1982/91, 1992/95)
- Rimas Kurtinaitis (7,5 sezonu: 1983/89, 1992, 1995/96)
- Gintaras Krapikas (9 sezonów: 1981/90)
- Gvidonas Markevičius (4 sezony: 1986/90)
- Romanas Brazdauskis (4 sezony: 1987/90, 1993/1994)
- Arūnas Visockas (9 sezonów: 1985/90, 1992/96)
- Gintaras Einikis (8 sezonów: 1987/95, 2002/03)
- Darius Lukminas (7 sezonów: 1989/96)
- Darius Dimavičius (2 sezony: 1989/91)
- Saulius Štombergas (5 sezonów: 1991/93, 1997/99, 2002/03)
- Darius Maskoliūnas (7 sezonów: 1992/99)
- Tomas Masiulis (7 sezonów: 1995/2002, 2008)
- Darius Sirtautas (3 sezony: 1995/98)
- Dainius Adomaitis (3 sezony: 1996/99)
- Eurelijus Žukauskas (5 sezonów: 1997/2000, 2007/09)
- Virginijus Praškevičius (1 sezon: 1997/1998)
- Mindaugas Žukauskas (3 sezony: 1997/2000)
- Giedrius Gustas (5 sezonów: 1998/1999, 2000-2004)
- Donatas Slanina (3 sezony: 1999/2002)
- Andrius Jurkūnas (1 sezon: 2000/2001)
- Mindaugas Timinskas (4 sezony: 1999/2000, 2002/05)
- Dainius Šalenga (9 sezonów: 2000/05, 2007/12)
- Tadas Klimavičius (6,5 sezonu: 2002/01-2003, 2008/14)
- Paulius Jankūnas (11 sezonów: 2003/09, od 2010)
- Dariusz Ławrynowicz (4 sezony: 2003/06, 2012/13)
- Martynas Andriuškevičius (1 sezon: 2004/2005)
- Jonas Mačiulis (4 sezony: 2005/09)
- Mantas Kalnietis (6,5 sezonu: 2006-2012, 2015-2016)
- Donatas Motiejūnas (1 sezon: 2007/08)
- Martynas Pocius (4 sezony: 2009/11, 2013/14, 2015-2016)
- Tomas Delininkaitis (2 sezony: 2010–2012)
- Robertas Javtokas (5 sezonów: od 2011)
- Krzysztof Ławrynowicz (1,5 sezonu: 2012/2014)
- Rimantas Kaukėnas (1 sezon: 2012/13)
- Mindaugas Kuzminskas (3 sezony: 2010/13)
- Šarūnas Jasikevičius (1 sezon: 2013/14)
- Darius Songaila (1 sezon: 2014/15)
- Artūras Gudaitis (2 sezony: 2013/15)
- Artūras Milaknis (5,5 sezonu: 2007/08, 2008/2011, 2013/2015)
- Renaldas Seibutis (1 sezon: od 2015)
- Edgaras Ulanovas (2 sezony: od 2014)

Obcokrajowcy
- Gert Kullamäe (1 sezon: 1993/94)
- Torgeir Bryn (1 sezon: 1995/96)
- Franjo Arapović (2 sezony: 1996/98)
- Veljko Mršić (1 sezon: 1996/97)
- Ennis Whatley (1 sezon: 1997/98)
- Anthony Bowie (1 sezon: 1998/99)
- Tyus Edney (1 sezon: 1998/99)
- Ivan Grgat (1 sezon: 1999/00)
- Jiří Zídek (2 sezony: 1998/2000)
- Hryhorij Chyżniak (2 sezony: 2000/02)
- Steve Woodberry (2 sezony: 2000/02)
- Sherman Hamilton (1 sezon: 2001/02)

- Ed Cota (2,5 sezonu: 2002/04, 09-2005–01-2006)
- Kornél Dávid (1 sezon: 2002/03)
- Ainārs Bagatskis (2 sezony: 2003/05)
- Tanoka Beard (5 sezonów: 2003/08)
- Miroslav Berić (1 sezon: 2003/04)
- Robert Pack (1 sezon: 2004/05)
- Kenny Anderson (1 sezon: 2005/06)
- Larry Ayuso (1 sezon: 2005/06)
- Reggie Freeman (1 sezon: 2005/06)
- DeJuan Collins (4 sezony: 2006/08; 2010/12)
- Marcelo Machado (1 sezon: 2006/07)

- Hanno Möttölä (1 season: 2006/07)
- Kirk Penney (1 sezon: 2006/07)
- Marko Popović (4 sezony: 2006/08, 2011/13)
- Loren Woods (1,5 sezonu: 03-2007–06-2007, 2008/09)
- Marcus Brown (3 sezony 2007/08, 2009/11)
- Goran Jurak (1 sezon: 2007/08)
- Damir Markota (1 sezon: 2007/08)
- Mamadou N'Diaye (1 sezon: 2007/08)
- Mirza Begić (1,5 sezonu: 2009/10-2011)
- Travis Watson (2 sezony: 2009/11)
- Ty Lawson (pół sezonu: 2011)
- Boban Marjanović (pół sezonu: 2011)
- Milovan Raković (1 sezon: 2011/12)
- Sonny Weems (1 sezon: 2011/12)
- Tremmell Darden (1 sezon: 2012/13)
- Oliver Lafayette (1 sezon: 2012/13)
- Justin Dentmon (1 sezon: 2013/14)
- James Anderson (1 sezon: 2014/2015)
- Ian Vougioukas (1 sezon: od 2015)
- Jerome Randle (0,5 sezonu: 2016)

## Trenerzy
- Mykolas Ziminskas: 1944/46
- Vytautas Kulakauskas: 1946
- Mykolas Ziminskas: 1947/48
- Janis Grinbergas: 1949
- Valerijus Griešnovas: 1950
- Vincas Sercevičius: 1952
- Vytautas Kulakauskas: 1952
- Vincas Sercevičius: 1953/56
- Valerijus Griešnovas: 1957/58
- Kazimieras Petkevičius: 1959/62
- Vytautas Bimba: 1962/75
- Stepas Butautas: 1975/78
- Algimantas Rakauskas: 1978/79
- Vladas Garastas: 1979/89
- Henrikas Giedraitis: 1989/90
- Raimundas Sargūnas: 1990/91
- Modestas Paulauskas: 1991/92
- Henrikas Giedraitis: 1992/93
- Jaak Salumets: 1993/94
- Jonas Kazlauskas: 1994/2000
- Algirdas Brazys: 2000/02
- Antanas Sireika: 2002/03-2006
- Ainārs Bagatskis: 03-2006/12-2006
- Rimantas Grigas: 12-2006/10-2008, 12-2010/01-2011
- Gintaras Krapikas: 10-2008/12-2009
- Ramūnas Butautas: 12-2009/02-2010
- Darius Maskoliūnas: 02-2010/05-2010
- Aco Petrović: 06-2010/12-2010
- Ilias Zouros: 01-2011/10-2011
- Vitoldas Masalskis: 10-2011
- Aleksandar Trifunović: 11-2011/06-2012
- Joan Plaza: 06-2012/06-2013
- Ilias Zouros: 07-2013/10-2013
- Saulius Štombergas: 10-2013/04-2014
- Gintaras Krapikas: 04-2014/01-2016
- Šarūnas Jasikevičius: os 01-2016

## Sezon po sezonie
| Sezon   | Liga ZSRR       | Puchar Europy Mistrzów Krajowych | Puchar Europy Zdobywców Pucharów | Puchar LKF  | Trener               |
| ------- | --------------- | -------------------------------- | -------------------------------- | ----------- | -------------------- |
| 1976/77 | 6. miejsce      |                                  |                                  |             | Stepas Butautas      |
| 1977/78 | 3. miejsce      |                                  |                                  |             | Stepas Butautas      |
| 1978/79 | 11. miejsce     |                                  |                                  |             | Algimantas Rakauskas |
| 1979/80 | Wicemistrzostwo |                                  |                                  |             | Vladas Garastas      |
| 1980/81 | 4. miejsce      |                                  | Ćwierćfinał                      |             | Vladas Garastas      |
| 1981/82 |                 |                                  |                                  |             | Vladas Garastas      |
| 1982/83 | Wicemistrzostwo |                                  |                                  |             | Vladas Garastas      |
| 1983/84 | Wicemistrzostwo |                                  |                                  |             | Vladas Garastas      |
| 1984/85 | Mistrzostwo     |                                  | Wicemistrzostwo                  |             | Vladas Garastas      |
| 1985/86 | Mistrzostwo     | Wicemistrzostwo                  |                                  |             | Vladas Garastas      |
| 1986/87 | Mistrzostwo     | 5. miejsce                       |                                  |             | Vladas Garastas      |
| 1988/88 | Wicemistrzostwo |                                  |                                  |             | Vladas Garastas      |
| 1988/89 | Wicemistrzostwo |                                  | 4. miejsce                       |             | Vladas Garastas      |
| 1989/90 | wycofał się     |                                  | 4. miejsce                       | Mistrzostwo | Henrikas Giedraitis  |
| Sezon   | LKF             | Puchar LKF      | Rozgrywki regionalne          | Europa                   | Trener                                  | Skład |
| ------- | --------------- | --------------- | ----------------------------- | ------------------------ | --------------------------------------- | --- |
| 1992/93 | Mistrzostwo     |                 |                               | Euroliga I runda         |                                         | Gintaras Einikis, Arvydas Straupis, Gintaras Staniulis, Gintautas Šivickas, Rimas Kurtinaitis, Arūnas Visockas, Saulius Štombergas, Darius Lukminas, Darius Maskoliūnas, Algirdas Brazys, Vaidas Jurgilas, Tauras Stumbrys, Aurimas Tomas Palšis                                                    |
| 1993/94 | Mistrzostwo     |                 |                               | Euroliga II runda        | Jaak Salumets                           | Gintaras Einikis, Romanas Brazdauskis, Erikas Bublys, Antwon Harmon, Arūnas Visockas, Gert Kullamäe, Darius Lukminas, Gintautas Šivickas, Kęstutis Šeštokas, Darius Maskoliūnas, Algirdas Brazys, Vaidas Jurgilas, Tauras Stumbrys                                                                  |
| 1994/95 | Mistrzostwo     |                 |                               | Euroliga II runda        | Jonas Kazlauskas                        | Gintaras Einikis, Kęstutis Šeštokas, Tomas Masiulis, Arūnas Visockas, Nerijus Karlikanovas, Darren Henrie, Darius Lukminas, Marijus Kavoliukas, Tautvydas Lydeka, Darius Maskoliūnas, Algirdas Brazys, Tauras Stumbrys, Michael Coleman                                                             |
| 1995/96 | Mistrzostwo     |                 |                               | Puchar Europy 4. miejsce | Jonas Kazlauskas                        | Torgeir Bryn, Eurelijus Žukauskas, Joey Hooks, Rimas Kurtinaitis, Kęstutis Šeštokas, Tomas Masiulis, Arūnas Visockas, Miloš Babić, Darius Lukminas, Erikas Bublys, Darius Maskoliūnas, Nerijus Karlikanovas, Tauras Stumbrys, Darius Sirtautas                                                      |
| 1996/97 | Mistrzostwo     |                 |                               | FIBA Eurocup TOP 16      | Jonas Kazlauskas                        | Franjo Arapović, Tomas Masiulis, Kęstutis Šeštokas, Gintautas Šivickas, Dainius Adomaitis, Erikas Bublys, Darius Maskoliūnas, Anthony Miller, Veljko Mršić, Andre Reid, Tauras Stumbrys, Darius Sirtautas                                                                                           |
| 1997/98 | Mistrzostwo     |                 |                               | FIBA Eurocup Mistrzostwo | Jonas Kazlauskas                        | Franjo Arapović, Eurelijus Žukauskas, Mindaugas Žukauskas, Tomas Masiulis, Kęstutis Šeštokas, Saulius Štombergas, Dainius Adomaitis, Virginijus Praškevičius, Darius Maskoliūnas, Ennis Whatley, Tauras Stumbrys, Darius Sirtautas                                                                  |
| 1998/99 | Mistrzostwo     |                 | NEBL Mistrzostwo              | Euroliga Mistrzostwo     | Jonas Kazlauskas                        | Jiří Zídek, Eurelijus Žukauskas, Mindaugas Žukauskas, Tomas Masiulis, Kęstutis Šeštokas, Saulius Štombergas, Dainius Adomaitis, Anthony Bowie, Darius Maskoliūnas, Tyus Edney, Giedrius Gustas |
| 1999/00 | Wicemistrzostwo |                 | -                             | Euroliga TOP 24          | Jonas Kazlauskas                        | Jiří Zídek, Eurelijus Žukauskas, Ivan Grgat, Mindaugas Žukauskas, Mindaugas Timinskas, Tauras Stumbrys, Tomas Masiulis, Kęstutis Šeštokas, Donatas Slanina, Darren Henry, Corey Beck, Mitchell Butler, Christopher Garner                                                                           |
| 2000/01 | Mistrzostwo     |                 | NEBL Wicemistrzostwo          | Euroliga TOP 16          | Algirdas Brazys                         | Hryhorij Chyżniak, Artūras Masiulis, John White, Martynas Andriukaitis, Andrius Jurkūnas, Dainius Šalenga, Tomas Masiulis, Steve Woodberry, Donatas Slanina, Giedrius Gustas, Kęstutis Marčiulionis, Nerijus Karlikanovas, Marius Bašinskas, Vidas Ginevičius                                       |
| 2001/02 | Wicemistrzostwo |                 | -                             | Euroliga TOP 32          | Algirdas Brazys                         | Hryhorij Chyżniak, Artūras Masiulis, Rolandas Matulis, Andrius Jurkūnas, Dainius Šalenga, Tomas Masiulis, Steve Woodberry, Donatas Slanina, Giedrius Gustas, Sherman Hamilton, Kęstutis Marčiulionis, Vidas Ginevičius, Arvydas Sabonis, Martynas Andriukaitis, Kenneth Inge                        |
| 2002/03 | Mistrzostwo     |                 | -                             | Euroliga TOP 24          | Antanas Sireika                         | Gintaras Einikis, Tanoka Beard, Darius Šilinskis, Artūras Masiulis, Tadas Klimavičius, Saulius Štombergas, Dainius Šalenga, Kornel David, Mindaugas Timinskas, Chris Carrawell, Giedrius Gustas, Ed Cota, Vidas Ginevičius                                                                          |
| 2003/04 | Mistrzostwo     |                 |                               | Euroliga TOP 16          | Antanas Sireika                         | Tanoka Beard, Dariusz Ławrynowicz, Arvydas Sabonis, Paulius Jankūnas, Artūras Javtokas, Miroslav Beric, Dainius Šalenga, Simonas Serapinas, Mindaugas Timinskas, Ainārs Bagatskis, Giedrius Gustas, Ed Cota                                                                                         |
| 2004/05 | Mistrzostwo     |                 | Liga Bałtycka Mistrzostwo     | Euroleague Last 16       | Antanas Sireika                         | Tanoka Beard, Dariusz Ławrynowicz, Paulius Jankūnas, Martynas Andriuškevičius, Dainius Šalenga, Simonas Serapinas, Jonas Mačiulis, Mindaugas Timinskas, Ainārs Bagatskis, Vidas Ginevičius, Robert Pack, Artūras Javtokas, Arvydas Sabonis, Gediminas Navickas                                      |
| 2005/06 | Wicemistrzostwo |                 | Liga Bałtycka Wicemistrzostwo | Euroliga TOP 16          | Antanas Sireika                         | Tanoka Beard, Dariusz Ławrynowicz, Paulius Jankūnas, Darius Šilinskis, Reggie Freeman, Simonas Serapinas, Jonas Mačiulis, Mantas Kalnietis, Ed Cota, Vidas Ginevičius, Larry Ayuso, Kenny Anderson, Vilmantas Dilys                                                                                 |
| 2006/07 | Mistrzostwo     | Mistrzostwo     | Liga Bałtycka Wicemistrzostwo | Euroliga TOP 24          | Rimantas Grigas                         | Tanoka Beard, Darius Šilinskis, Hanno Mottola, Paulius Jankūnas, Marcelo Machado, Kirk Penney, Jonas Mačiulis, Vladimir Štimac, Artūras Milaknis, Mantas Kalnietis, DeJuan Collins, Marko Popović, Vidas Ginevičius, Vaidotas Pečiukas, Vytenis Jasikevičius                                        |
| 2007/08 | Mistrzostwo     | Mistrzostwo     | Liga Bałtycka Mistrzostwo     | Euroliga TOP 16          | Rimantas Grigas                         | Eurelijus Žukauskas, Tanoka Beard, Paulius Jankūnas, Goran Jurak, Dainius Šalenga, Jonas Mačiulis, Marcus Brown, Artūras Milaknis, Mantas Kalnietis, DeJuan Collins, Marko Popović, Damir Markota, Mamadou N'Diaye, Donatas Motiejūnas, Vilmantas Dilys, Žygimantas Janavičius                      |
| 2008/09 | Wicemistrzostwo | Wicemistrzostwo | Liga Bałtycka Wicemistrzostwo | Euroliga TOP 24          | Gintaras Krapikas                       | Eurelijus Žukauskas, Loren Woods, Paulius Jankūnas, Tomas Masiulis, Tadas Klimavičius, Dainius Šalenga, Jonas Mačiulis, Darius Šilinskis, Artūras Milaknis, Mantas Kalnietis, Vytenis Čižauskas, Šarūnas Vasiliauskas, Žygimantas Janavičius, Ratko Varda, Willie Deane, Rokas Čepanonis            |
| 2009/10 | Wicemistrzostwo | Wicemistrzostwo | Liga Bałtycka Mistrzostwo     | Euroliga TOP 16          | Darius Maskoliūnas                      | Mirza Begić, Travis Watson, Paulius Jankūnas, Tadas Klimavičius, Mario Delaš, Dainius Šalenga, Martynas Pocius, Artūras Milaknis, Marcus Brown, Aleksandar Ćapin, Mantas Kalnietis, Siim-Sander Vene, Povilas Butkevičius, Povilas Čukinas, Šarūnas Vasiliauskas, Adas Juškevičius                  |
| 2010/11 | Mistrzostwo     | Mistrzostwo     | Liga Bałtycka Mistrzostwo     | Euroliga TOP 16          | Ilias Zouros                            | Mirza Begić, Boban Marjanović, Travis Watson, Omar Samhan, Paulius Jankūnas, Tadas Klimavičius, Trent Plaisted, Mindaugas Kuzminskas, Dainius Šalenga, Martynas Pocius, Artūras Milaknis, Marcus Brown, Aleksandar Ćapin, Tomas Delininkaitis, Mantas Kalnietis, DeJuan Collins                     |
| 2011/12 | Mistrzostwo     | Mistrzostwo     | VTB                           | Euroliga TOP 16          | Aleksandar Trifunović                   | Robertas Javtokas, Milovan Raković, Paulius Jankūnas, Tadas Klimavičius, Sonny Weems, Mindaugas Kuzminskas, Marko Popović, Tomas Delininkaitis, Mantas Kalnietis, DeJuan Collins, Reeves Nelson, Dainius Šalenga, Vytenis Lipkevičius, Ty Lawson                                                    |
| 2012/13 | Mistrzostwo     |                 | VTB 3. miejsce                | Euroliga TOP 16          | Joan Plaza                              | Robertas Javtokas, Paulius Jankūnas, Tadas Klimavičius, Mindaugas Kuzminskas, Marko Popović, Krzysztof Ławrynowicz, Dariusz Ławrynowicz, Jeff Foote, Mario Delaš, Tremmell Darden, Vytenis Lipkevičius, Rimantas Kaukėnas, Oliver Lafayette, Ibrahim Jaaber, Adas Juškevičius, Donnie McGrath       |
| 2013/14 | Mistrzostwo     | 3. miejsce      |                               | Euroliga TOP 16          | Saulius Štombergas                      | Robertas Javtokas, Paulius Jankūnas, Tadas Klimavičius, Martynas Pocius, Justin Dentmon, Krzysztof Ławrynowicz, Siim-Sander Vene, Artūras Milaknis, Šarūnas Jasikevičius, Mindaugas Kupšas, Vytenis Lipkevičius, Tauras Jogėla, Tomas Dimša, Kaspars Vecvagars, Vytenis Čižauskas, Artūras Gudaitis |
| 2014/15 | Mistrzostwo     | Mistrzostwo     |                               | Euroliga TOP 16          | Gintaras Krapikas                       | Robertas Javtokas, Paulius Jankūnas, Siim-Sander Vene, Artūras Milaknis, Vytenis Lipkevičius, Tomas Dimša, Kaspars Vecvagars, Artūras Gudaitis, Lukas Lekavičius, Donatas Tarolis, Vaidas Kariniauskas, Edgaras Ulanovas, Darius Songaila, James Anderson, Will Cherry                              |
| 2015/16 | Mistrzostwo     | Wicemistrzostwo |                               | Euroliga TOP 16          | Gintaras Krapikas, Šarūnas Jasikevičius | Robertas Javtokas, Paulius Jankūnas, Siim-Sander Vene, Vytenis Lipkevičius, Kaspars Vecvagars, Lukas Lekavičius, Edgaras Ulanovas, Martynas Pocius, Renaldas Seibutis, Olivier Hanlan, Brock Motum, Ian Vougioukas, Martynas Sajus, Jerome Randle, Mantas Kalnietis                                 |

## Nagrody i wyróżnienia

### Euroliga
MVP Euroligi
- 2003–04  Arvydas Sabonis

MVP Final Four Euroligi
- 1998–99  Tyus Edney

MVP TOP 16  Euroligi
- 2003–04  Arvydas Sabonis

I skład Euroligi
- 2003–04  Arvydas Sabonis

II skład Euroligi
- 2004–05  Tanoka Beard
- 2005–06  Dariusz Ławrynowicz

Skład najlepszych zawodników dekady (2001–10) Euroligi

Wybrani:
- Šarūnas Jasikevičius

Nominowani:
- Arvydas Sabonis
- Tanoka Beard
- Marcus Brown
- Tyus Edney

50 Największych Osobowości Euroligi

Wybrani:
- Šarūnas Jasikevičius
- Arvydas Sabonis

Nominowani:
- Valdemaras Chomičius
- Rimas Kurtinaitis
- Saulius Štombergas
- Tyus Edney
- Marcus Brown

| Litewski Zawodnik Roku VTB - 2012–13 Mantas Kalnietis - 2013–14 Martynas Gecevičius | MVP BBL - 2004–05 Tanoka Beard - 2005–06 Dariusz Ławrynowicz - 2008–09 Paulius Jankūnas MVP finałów BBL - 2004–05 Tanoka Beard - 2007–08 DeJuan Collins - 2009–10 Marcus Brown - 2010–11 Tadas Klimavičius - 2011–12 Mantas Kalnietis |

## Liderzy statystyczni

### Euroliga
Liderzy Euroligi w zbiórkach
- 2003–04  Arvydas Sabonis
- 2004–05  Tanoka Beard
- 2006–07  Tanoka Beard
- 2009–10  Travis Watson

Liderzy Euroligi w asystach
- 1998–99  Tyus Edney
- 2003–04  Ed Cota
- 2004–05  Ed Cota
- 2007–08  DeJuan Collins

Liderzy Euroligi w blokach
- 2000–01  Hryhorij Chyżniak
- 2001–02  Hryhorij Chyżniak
- 2003–04  Arvydas Sabonis
- 2005–06  Dariusz Ławrynowicz
- 2010–11  Mirza Begić

| Liderzy Ligi Bałtyckiej w zbiórkach - 2005–06 Dariusz Ławrynowicz | Liderzy VTB w zbiórkach - 2009–10 Travis Watson |

## Mecze z drużynami NBA
| Data                 | Statystyki | Klub NBA              | Wynik  | Žalgiris Kowno | Miejsce                                       |
| -------------------- | ---------- | --------------------- | ------ | -------------- | --------------------------------------------- |
| 15 października 2007 | Tabela     | Golden State Warriors | 107–88 | Žalgiris Kowno | Oracle Arena, Oakland, Kalifornia             |
| 17 października 2007 | Tabela     | Toronto Raptors       | 105–99 | Žalgiris Kowno | Air Canada Centre, Toronto, Kanada            |
| 19 października 2007 | Tabela     | Washington Wizards    | 115–96 | Žalgiris Kowno | Air Canada Centre, Verizon Center, Waszyngton |